# 魏登丹默桥

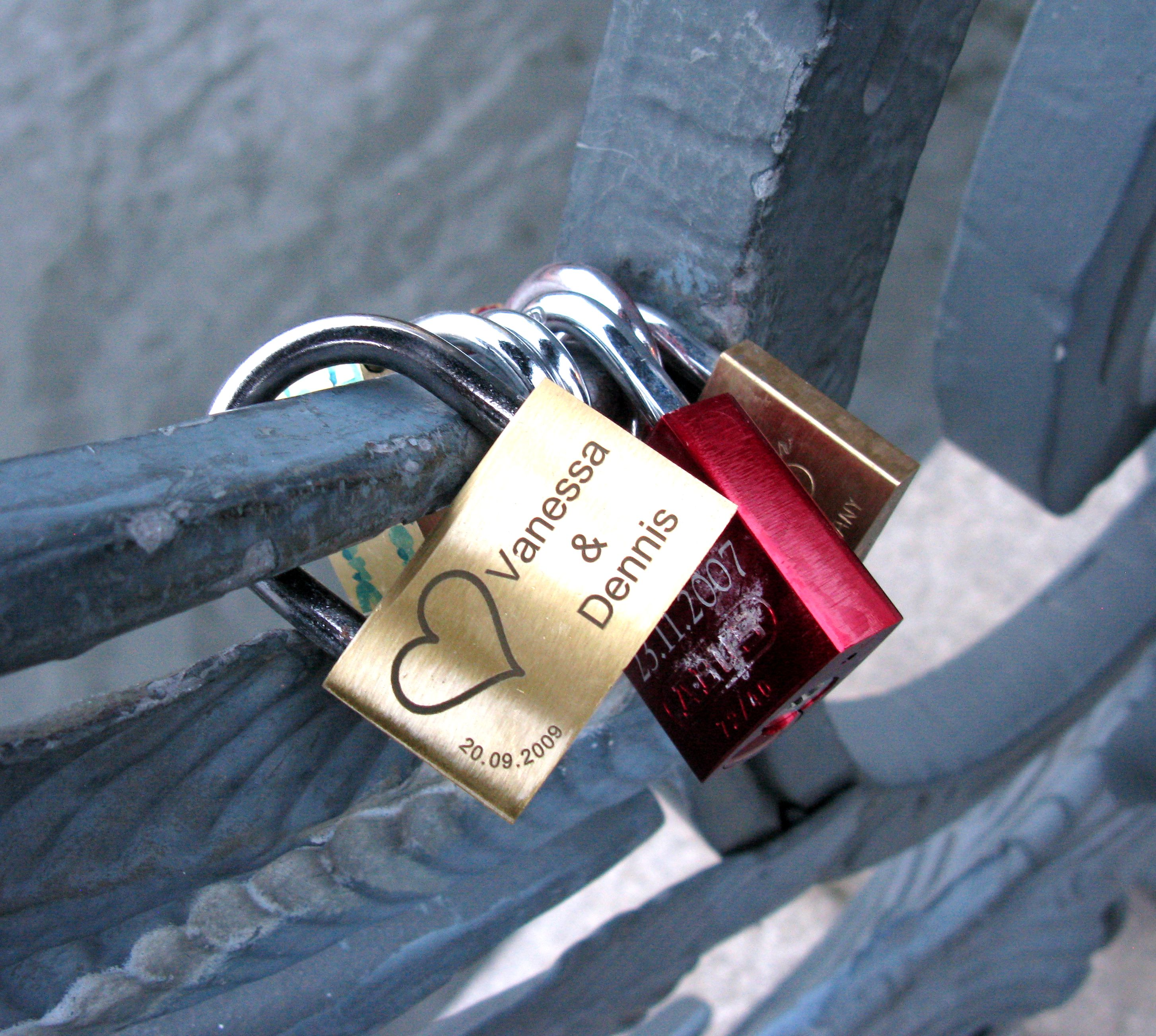
魏登丹默桥上刻有情侶名字的挂锁

魏登丹默桥（德語：Weidendammer Brücke）是位于德国柏林米特的一座全长73米的桥梁，腓特烈大街经此桥跨越施普雷河。该桥梁的熟鐵栏杆带有华丽装饰，桥上的路灯和帝國鷹装饰引人注目。

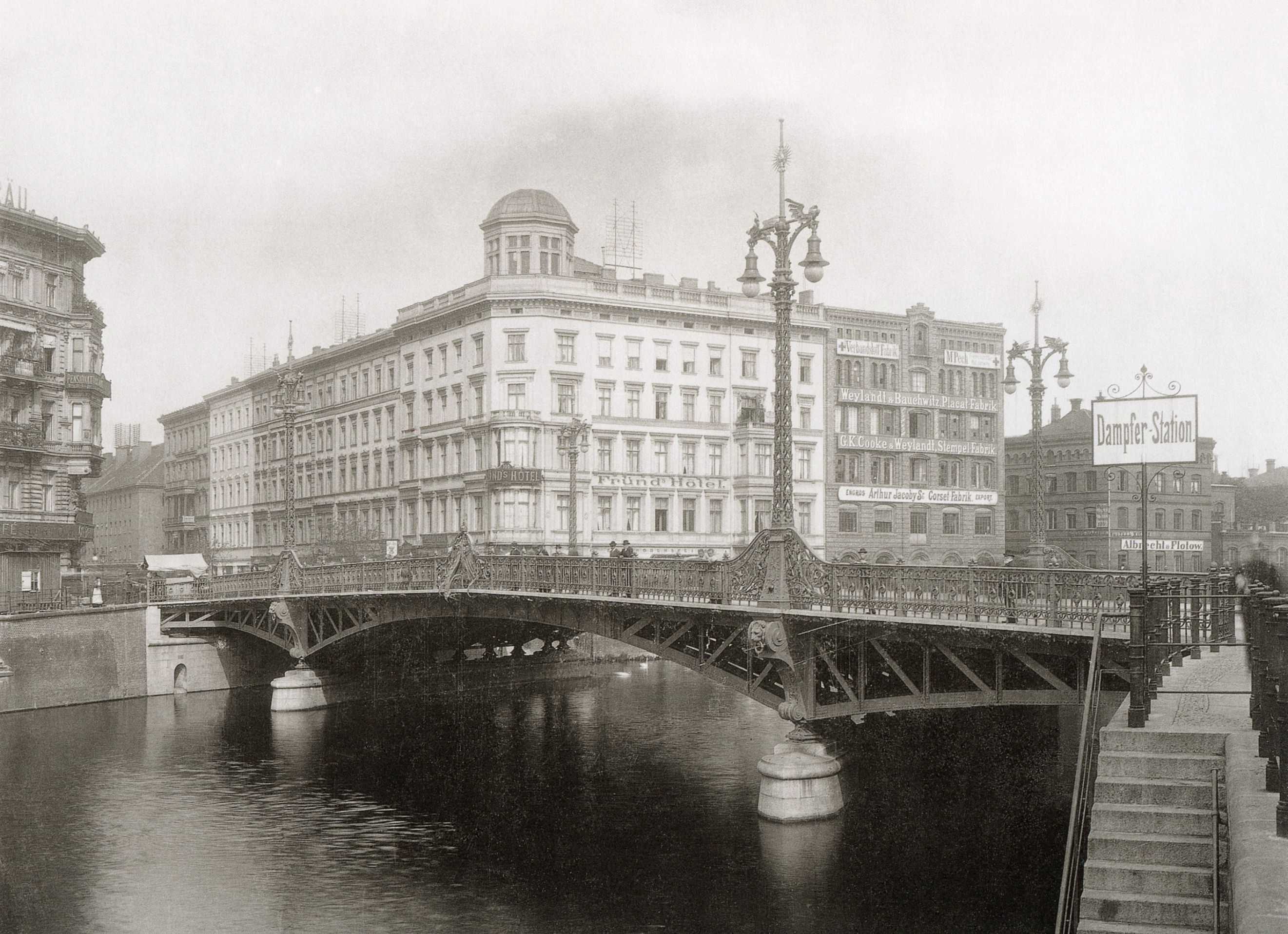
魏登丹默桥，1897年

## 历史
腓特烈·威廉在柏林西部营建了新的城区，1685年，在营建新城区期间，当局在今日的魏登丹默桥所在之处建造了一座木制釣橋，該橋以附近河岸上的柳树命名。1824年，木制钓桥被拆除，代之以一座铸铁桥梁，这也是中欧地区最早的铸铁桥梁之一。柏林成为德意志帝國首都后，人口呈指数增长，那座铸铁桥规格太小，已经不够用了，于是，在1895-1896年间，如今的魏登丹默桥逐渐修建起来。
柏林戰役期间，魏登丹默桥是少数幸存的施普雷河桥梁之一。1945年5月1日夜间，来自親衛隊第11師的一辆虎II坦克打头，上百名德军官兵和平民跟随其后，他們试图冲过魏登丹默桥，继续逃亡。
后来，有很多情侣会在桥梁的熟铁铁艺装饰上挂上刻有二人名字的挂锁，市政当局有时会把这些挂锁移走。